# 波德戈尔诺耶农村居民点 (卡拉切耶夫斯基区)
波德戈尔诺耶农村居民点（俄语：Подгоренское сельское поселение）是俄罗斯联邦沃罗涅日州卡拉切耶夫斯基区所属的一个农村居民点。其下辖有4个居民点，行政中心为波德戈尔诺耶。据2016年统计，该农村居民点的人口为2057人。